# Miramor (distrikt)
Miramor är ett distrikt i Afghanistan. Det ligger i provinsen Daykondi, i den centrala delen av landet, 220 kilometer väster om huvudstaden Kabul. Administrativ huvudort är Miramor.
Distriktet beräknades år 2022 ha cirka 89 000 invånare.